# Felizitas Leitner
Felizitas Leitner (geb. Kamps, * 1957 in Aachen) ist eine deutsche Ärztin.

## Leben und Ausbildung
Nach dem Abitur am katholischen Mädchengymnasium St. Ursula in Aachen studierte Felizitas Leitner Humanmedizin an der Universität des Saarlandes und wurde 1983 als Ärztin approbiert. Es folgte eine allgemeinmedizinische Weiterbildung, die sie später um eine Promotion zu einem kardiologischen Thema erweiterte. Außerdem qualifizierte sie sich z. B. in Akupunktur und Naturheilverfahren. 1991 heiratete sie den Publizisten und Verleger Anton G. Leitner.

## Tätigkeitsfelder

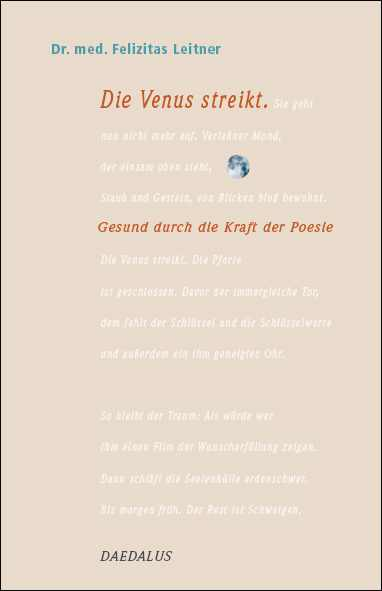
Cover: "Die Venus streikt. Gesund durch die Kraft der Poesie."

Leitner ist niedergelassene Ärztin in Weßling bei München und Lehrbeauftragte für Allgemeinmedizin an der Technischen Universität München.
Für ihr Buch 'Die Venus streikt. Gesund durch die Kraft der Poesie' erhielt sie nicht nur von Medizinern und Lesern Anerkennung, sondern auch von zahlreichen Schriftstellern und Literaturwissenschaftlern wie z. B. Robert Gernhardt, Ulla Hahn, Joachim Sartorius oder Karl Otto Conrady. An der Schnittstelle von Medizin und Psychotherapie bringt Leitner die Lyrik als Bestandteil einer ganzheitlichen Sorge um den Geist und den Körper in Position. Die Rheinische Post bezeichnete Leitners "Poesie-Therapie" als "Poetisches Penizillin … eine Pionierarbeit in der Erforschung alternativer Medizin."
Um Patienten mit körperlichen Beschwerden einen Zugang zu ihren zu Grunde liegenden Gefühlen zu ermöglichen, schlägt Leitner vor, literarische Texte, insbesondere Lyrik einzusetzen. In ihrem Buch schreibt sie:

„Ein Gedicht bietet für einen kranken Menschen viele Vorteile: Es erhebt keinen Anspruch auf Allgemeingültigkeit [...]. Es drückt unaufdringlich eine Stimmung, ein Gefühl oder einen Gedanken aus, in dem die Lesenden sich wiederfinden können [...]“

Ohne die klassischen naturwissenschaftlichen Ansätze der Medizin außer Acht zu lassen, zielt der obige Ansatz auch darauf, dem Patienten zur Erringung und Stärkung der eigenen Autonomie zu verhelfen.

## Mitgliedschaften
- Stellvertretende Vorsitzende der Landesgruppe Bayern des NAV-Virchow-Bundes
- Verband der niedergelassenen Ärzte Deutschlands e.V.

## Gesellschaftliches und politisches Engagement
Leitner ist Vorsitzende des Vereins Verkehrsberuhigung für Weßling e.V. und war von 2014 bis zu ihrem Ausscheiden 2019 Mitglied des Weßlinger Gemeinderats für die Fraktion CSU / Bürgergemeinschaft.

## Veröffentlichungen
- Die Venus streikt. Gesund durch die Kraft der Poesie, Daedalus Verlag, Münster 2004 (6. Auflage 2009)
- Akut- und Langzeiteffektivität der Ballondilatation bei Koronarkranken unterschiedlicher Altersgruppen, Münchener Hochschulschriften, München 1995.